# Timothy Weah
Timothy Tarpeh Weah (New York, 22 februari 2000) is een Amerikaans voetballer die doorgaans als aanvaller speelt. Hij verruilde Lille OSC in juli 2023 voor Juventus. Hij debuteerde in 2018 in het Amerikaans voetbalelftal. Weah is een zoon van oud-profvoetballer en later Liberiaans president George Weah.

## Clubcarrière
Weah speelde in de jeugd bij Blau-Weiss Gottschee, New York Red Bulls en Paris Saint-Germain. Hij tekende op 3 juli 2017 zijn eerste profcontract bij de Franse club. Weah debuteerde op 3 maart 2018 in de Ligue 1. Hij viel na 79 minuten in voor Giovani Lo Celso.
Een doorbraak bij Paris Saint-Germain bleef uit, waarna de club hem januari 2019 voor een halfjaar verhuurde aan Celtic. Hier wekte hij de belangstelling van Lille OSC, dat hem in juli 2019 definitief inlijfde. Weah kwam bij Lille wel regelmatig aan spelen toe en werd in 2020/21 samen met zijn ploeggenoten kampioen in de Ligue 1. Ze deden dit door één punt meer te behalen dan Paris Saint-Germain, de landskampioen in zeven van de acht voorgaande jaren. Weah droeg hier in 28 speelronden aan bij, zij het dat coach Christophe Galtier hem in 21 daarvan gebruikte als invaller. In de jaren die volgden was hij onder coaches Jocelyn Gourvennec en Paulo Fonseca vaker basisspeler.
Weah verruilde Lille OSC in juli 2023 voor Juventus. Dat betaalde circa 12 miljoen euro voor hem aan Lille.

## Clubstatistieken
| Seizoen | Club                | Competitie           | Competitie | Competitie | Beker | Beker | Internationaal | Internationaal | Supercup | Supercup | Totaal | Totaal |
| Seizoen | Club                | Competitie           | Wed.       | Dlp.       | Wed.  | Dlp.  | Wed.           | Dlp.           | Wed.     | Dlp.     | Wed.   | Dlp.   |
| ------- | ------------------- | -------------------- | ---------- | ---------- | ----- | ----- | -------------- | -------------- | -------- | -------- | ------ | ------ |
| 2017/18 | Paris Saint-Germain | Ligue 1              | 3          | 0          | 0     | 0     | 0              | 0              | 0        | 0        | 3      | 0      |
| 2018/19 | Paris Saint-Germain | Ligue 1              | 2          | 1          | 0     | 0     | 0              | 0              | 1        | 1        | 3      | 2      |
| 2018/19 | → Celtic            | Scottish Premiership | 13         | 3          | 3     | 1     | 1              | 0              | 0        | 0        | 17     | 4      |
| 2019/20 | Lille OSC           | Ligue 1              | 3          | 0          | 0     | 0     | 0              | 0              | 0        | 0        | 3      | 0      |
| 2020/21 | Lille OSC           | Ligue 1              | 28         | 3          | 3     | 0     | 6              | 2              | 0        | 0        | 37     | 5      |
| 2021/22 | Lille OSC           | Ligue 1              | 29         | 3          | 0     | 0     | 5              | 0              | 0        | 0        | 34     | 3      |
| 2022/23 | Lille OSC           | Ligue 1              | 29         | 0          | 3     | 0     | 0              | 0              | 0        | 0        | 32     | 0      |
| 2023/24 | Juventus            | Serie A              | 0          | 0          | 0     | 0     | 0              | 0              | 0        | 0        | 0      | 0      |
| Totaal  | Totaal              | Totaal               | 107        | 10         | 9     | 1     | 12             | 2              | 1        | 1        | 129    | 14     |

## Interlandcarrière
Weah maakte deel uit van verschillende Amerikaanse nationale jeugdelftallen. Hij nam met VS –17 deel aan het WK –17 van 2017 en met VS –20 aan het WK –20 van 2019. Weah debuteerde op 28 maart 2018 in het Amerikaans voetbalelftal, tijdens een 1–0 gewonnen oefeninterland thuis tegen Paraguay. Bondscoach Gregg Berhalter nam Weah vier jaar later mee naar het WK 2022. Hier was hij basisspeler in zowel alle drie de groepsduels van de Verenigde Staten als in de met 3–1 verloren achtste finale tegen Nederland.

## Erelijst
| Competitie              |                     |                           |                     |                     |
| Competitie              | Aantal              | Jaren                     |                     |                     |
| Paris Saint-Germain     | Paris Saint-Germain | Paris Saint-Germain       | Paris Saint-Germain | Paris Saint-Germain |
| ----------------------- | ------------------- | ------------------------- | ------------------- | ------------------- |
| Ligue 1                 | 1x                  | 2017/18                   |                     |                     |
| Trophée des Champions   | 1x                  | 2018                      |                     |                     |
| Celtic                  |                     |                           |                     |                     |
| Scottish Premiership    | 1x                  | 2018/19                   |                     |                     |
| Scottish Cup            | 1x                  | 2018/19                   |                     |                     |
| Lille OSC               |                     |                           |                     |                     |
| Ligue 1                 | 1x                  | 2020/21                   |                     |                     |
| Trophée des Champions   | 1x                  | 2021                      |                     |                     |
| Verenigde Staten        |                     |                           |                     |                     |
| CONCACAF Nations League | 3x                  | 2019/20, 2022/23, 2023/24 |                     |                     |